# 吉林大学西区

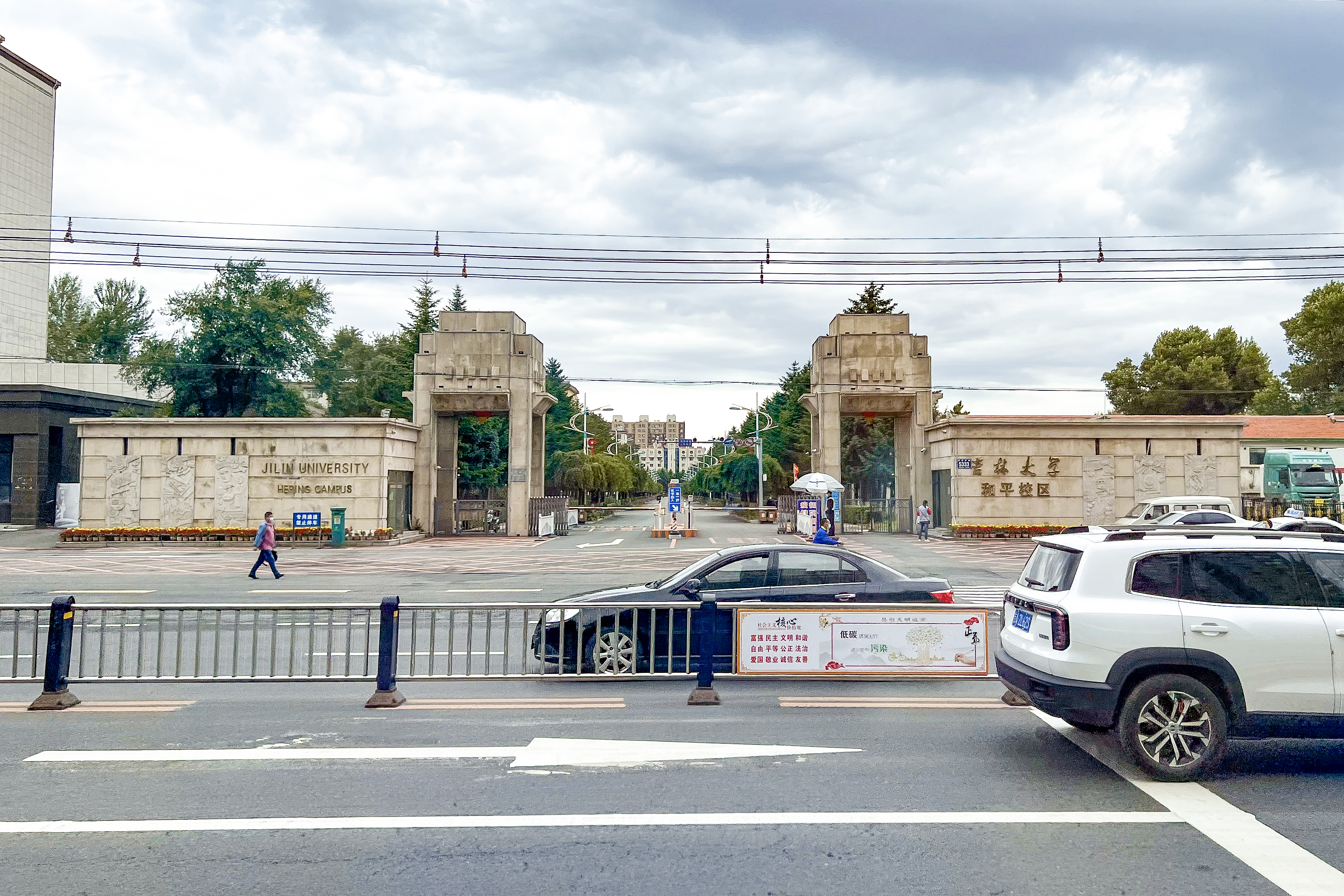
吉大和平校区南门（2022年8月摄）

吉林大学西区，位于吉林省长春市绿园区西安大路5333号。

## 历史
总后勤部卫生部兽医学院
- 1949年，在北京丰台创建总后勤部卫生部兽医学院[1]。

中国人民解放军第一兽医学校
- 1946年8月，在辽西省（今吉林省）白城组建东北民主联军兽医学校[1]。
- 1947年5月，迁至黑龙江省齐齐哈尔市，同年11月更名西线战勤兽医学校[1]。
- 1949年4月以后，随着解放区扩大，中国人民解放军在接收伪满大陆科学院马疫研究处和国民党第五兽医器材库的基础上，将西线战勤兽医学校迁至长春，更名中国人民解放军东北军区兽医学校[1]。
- 1951年，更名中国人民解放军第一兽医学校。
- 1952年，更名中国人民解放军高级兽医学校[2]。

中国人民解放军第二兽医学校
- 1904年12月1日，清政府在直隶保定建立北洋马医学堂，是中国现代兽医教育的发源地[3]。
- 1907年，清政府将兵部改组为陆军部，该校于1907年4月归陆军部管辖，更名陆军马医学堂[3]。
- 1912年，陆军马医学堂更名陆军兽医学校[3]。后迁至北平。
- 1928年，该校由南京国民政府军政部接管，继续招收新生[3]。
- 1936年迁至南京小营，以原骑兵学校为校址。
- 1939年迁至贵州安顺。
- 1949年11月18日，贵州安顺解放，在西南军区党委领导下，该校改组为中国人民解放军西南军区兽医学校，中央军委确定安顺兽医学校员工为起义人员。设有解剖、生理、药理、病理、细菌、寄生虫、勤务、卫生、外科、内科、蹄铁、畜牧、畜产等13个系[3]。
- 1951年10月，更名中国人民解放军第二兽医学校[3]。
- 1952年1月，学校由贵州安顺迁至长春。

中国人民解放军第三兽医学校
- 1949年，在江苏淮城创建中国人民解放军华东军区兽医学校[1]。
- 1951年上半年，由华东军区后方勤务部卫生部兽医学校组成新的兽医学校。1951年10月7日，中央军委电令，该兽医学校更名中国人民解放军第三兽医学校[2]。

中国人民解放军第四兽医学校
- 1951年9月3日，在湖北武汉创建中国人民解放军中南军区兽医学校[1]。
- 1951年10月7日，更名中国人民解放军第四兽医学校。

中国人民解放军军需大学
- 1953年1月1日，根据中央军委命令，将中国人民解放军高级、第二、第三、第四兽医学校合并，在长春市成立中国人民解放军兽医大学。隶属中国人民解放军总后勤部。是中国人民解放军唯一一所培养畜牧、兽医科技人才的高等院校[4][3]。朱德题写校名[5]。首任校长由总后兽医局副局长任抟九兼任。
- 1956年1月1日，国务院决定将该校移交中华人民共和国农垦部[4]。1956年7月，学校正式移交农垦部，更名长春畜牧兽医大学。设有畜牧、兽医和军事兽医三个系。校址在长春市同光路。全校房舍建筑面积为6.78万平方米，图书馆藏书12万册。
- 1957年8月，中央农垦部将长春畜牧兽医大学迁移交给吉林省领导。1957年10月28日，高等教育部和农业部联合报请国务院批准将北安农学院调整给吉林省，与长春畜牧兽医大学合校，成立吉林农学院，并争取于1958年暑期进行迁校。1957年11月12日，国务院、中央高教部、农业部先后批复：“北安农学院与长春畜牧兽医大学合并，成立吉林省农学院。”
- 1958年4月4日，北安农学院、长春畜牧兽医大学、长春农学院筹备处等合并成立长春农学院，周恩来总理亲笔题写了“长春农学院”校名。1958年5月4日，全院师生代表集会庆祝长春农学院成立。长春农学院设有5个系，即农学系、土壤农化系、兽医系、畜牧系和军事兽医系。 1959年3月，长春农业机械化专科学校并入长春农学院改为农业机械化系。
- 1959年6月15日改名为吉林农业大学。校址长春市同光路。
- 1961年11月26日，国务院决定将吉林农业大学军事兽医系（原中国人民解放军兽医大学）交还中国人民解放军，仍称中国人民解放军兽医大学，隶属中国人民解放军总后勤部建制[4]。1962年1月正式转为军队建制。
- 1964年12月，中国人民解放军军事医学科学院军马卫生科学研究所由北京迁到长春，转隶兽医大学[4]。
- 1978年以后，国家恢复研究生制度，该校被批准为首批博士研究生、硕士研究生授予单位[4]。
- 1992年8月，更名中国人民解放军农牧大学。江泽民题写校名[5]。
- 1999年4月，中央军委主席江泽民签发命令，改建为中国人民解放军军需大学[5]。

吉林大学西区
- 2003年6月23日，中央军委决定撤消军需大学，整体移交地方继续办学[3]。
- 2004年5月29日，《国务院办公厅　中央军委办公厅关于军需大学等四所军队院校移交归属意见的复函》（国办函〔2004〕40号）发出，决定“军需大学，移交教育部管理，与吉林大学合并，相对独立办学。”[6]
- 2004年8月29日，中国人民解放军军需大学移交教育部与吉林大学合并仪式在长春举行，军需大学即日起正式与吉林大学合并，更名吉林大学和平分校，相对独立办学，具有独立法人资格[7]。
- 2004年12月30日，改称吉林大学农学部[3]。
- 2005年1月7日，根据《关于军需大学并入吉林大学后管理模式的若干意见》，明确了“军需大学并入吉林大学后，成为吉林大学的一个校区（和平校区），改称农学部。学校对学部实行统一领导和管理，按学校授权，学部相对独立管理校区事务。”由此，原军需大学成为吉林大学和平校区，改称吉林大学农学部[8]。
- 2008年9月9日，世界首例“带有抗猪瘟病毒基因的克隆猪”在吉林大学农学部诞生[3]。
- 2014年8月2日，吉林大学在和平校区召开农学部办学模式调整和管理体制改革动员会议，标志着该项调整改革工作正式启动。改革目标是调整农学部相对独立管理校区事务的办学模式，强化“校院两级”管理，优化和平校区办学布局和办学功能[9]。
- 2014年，改为吉林大学西区[10]。设西区综合办公室，作为吉林大学的派出机构[11]。

## 历任领导
中国人民解放军军需大学
| 校长 - 何济林（1954年2月—1956年8月，中国人民解放军兽医大学校长；1957年7月26日—1958年，长春畜牧兽医大学校长；1962年3月—1978年2月，中国人民解放军兽医大学校长） - 王羲之（1978年2月—1983年12月，中国人民解放军兽医大学校长） - 王二中（1983年12月—1985年12月，中国人民解放军兽医大学校长） - 吴乐群 少将（1985年12—1989年9月，中国人民解放军兽医大学校长） - 景在新 少将（1989年9月—1992年8月，中国人民解放军兽医大学校长；1992年8月—1998年1月，中国人民解放军农牧大学校长） - 李德雪 少将（1998年1月—1999年4月，中国人民解放军农牧大学校长；1999年4月—2001年10月，中国人民解放军军需大学校长） - 冯亮 少将（2001年10月—2003年6月，中国人民解放军军需大学校长） - 耿正望 少将（2003年6月—2004年6月，中国人民解放军军需大学校长） - 韩文瑜 大校（2004年6月—2004年12月，中国人民解放军军需大学校长） | 政治委员 - 张昕（1963年10月—1968年5月，中国人民解放军兽医大学政治委员） - 王克强（1970年7月—1977年10月，中国人民解放军兽医大学政治委员） - 严国光（1978年1月—1981年4月，中国人民解放军兽医大学政治委员） - 王锐（1981年4月—1985年7月，中国人民解放军兽医大学政治委员） - 祝庆国 少将（1985年7月—1990年3月，中国人民解放军兽医大学政治委员） - 林继福 少将（1991年10月—1992年8月，中国人民解放军兽医大学政治委员） - 樊铁琦 少将（1992年8月—1994年12月，中国人民解放军农牧大学政治委员） - 奉国全 少将（1994年12月—1999年4月，中国人民解放军农牧大学政治委员；1999年4月—2001年10月，中国人民解放军军需大学政治委员） - 王志发 少将（2001年10月—2004年6月，中国人民解放军军需大学政治委员） - 刘晓民 大校（2004年6月—2004年12月，中国人民解放军军需大学政治委员） |

吉林大学农学部
| 学部长 - 韩文瑜（2004年12月—2014年） | 党委书记 - 刘晓民（2004年12月—2008年6月） - 韩文瑜（2008年6月—2014年，学部长兼） |